# Ynys Tobig
Ynys Tobig est une île du pays de Galles située dans le détroit du Menai qui sépare l'île d'Anglesey du reste du pays ; elle se trouve entre l'île Ynys Gaint et l'île Ynys Faelog.

## Étymologie
Le nom de l'île est composé des mots gallois ynys (« île ») et tobig, dont la signification est inconnue.

## Description
L'île abrite des échassiers.